# Traffics (film, 2014)
Pour plus de détails, voir Fiche technique et Distribution.
Traffics est un thriller américain réalisé par Alan White, interprété par John Cusack et Ryan Phillippe, sorti en 2014.
Un couple américain de Boston, Shannon et Steven, part à l'étranger pour adopter une enfant. 
Cependant, ils sont victimes d'une escroquerie organisée. Pour exposer la vérité et revenir aux États-Unis, ils doivent risquer leur vie et sauver leur fille.

## Fiche technique
- Titre original : Reclaim
- Titre français : Traffics
- Réalisation : Alan White
- Scénario : Carmine Gaeta, Luke Davies
- Photographie : Scott Kevan
- Montage : Doobie White, Scott D. Hanson
- Musique : Inon Zur
- Production : Robert Luketic, Fredrik Malmberg, Brian R. Etting, Josh H. Etting, Mike Gabrawy, Ian Sutherland
- Distribution : Lionsgate
- Pays d’origine :  États-Unis
- Langue originale : anglais
- Genre : Thriller
- Durée : 96 minutes
- Dates de sortie :
  - USA : 19 septembre 2014
  - France : 8 septembre 2015 (directement en vidéo)

## Distribution
- John Cusack : Benjamin
- Ryan Phillippe (VF : Olivier Valiente) : Steven
- Rachelle Lefèvre : Shannon
- Jacki Weaver : Reigert
- Luis Guzmán : surintendant
- Briana Roy : Nina
- Jandres Burgos : Salo
- Veronica Faye Foo : Paola